# Ciudad Baja (Salvador)

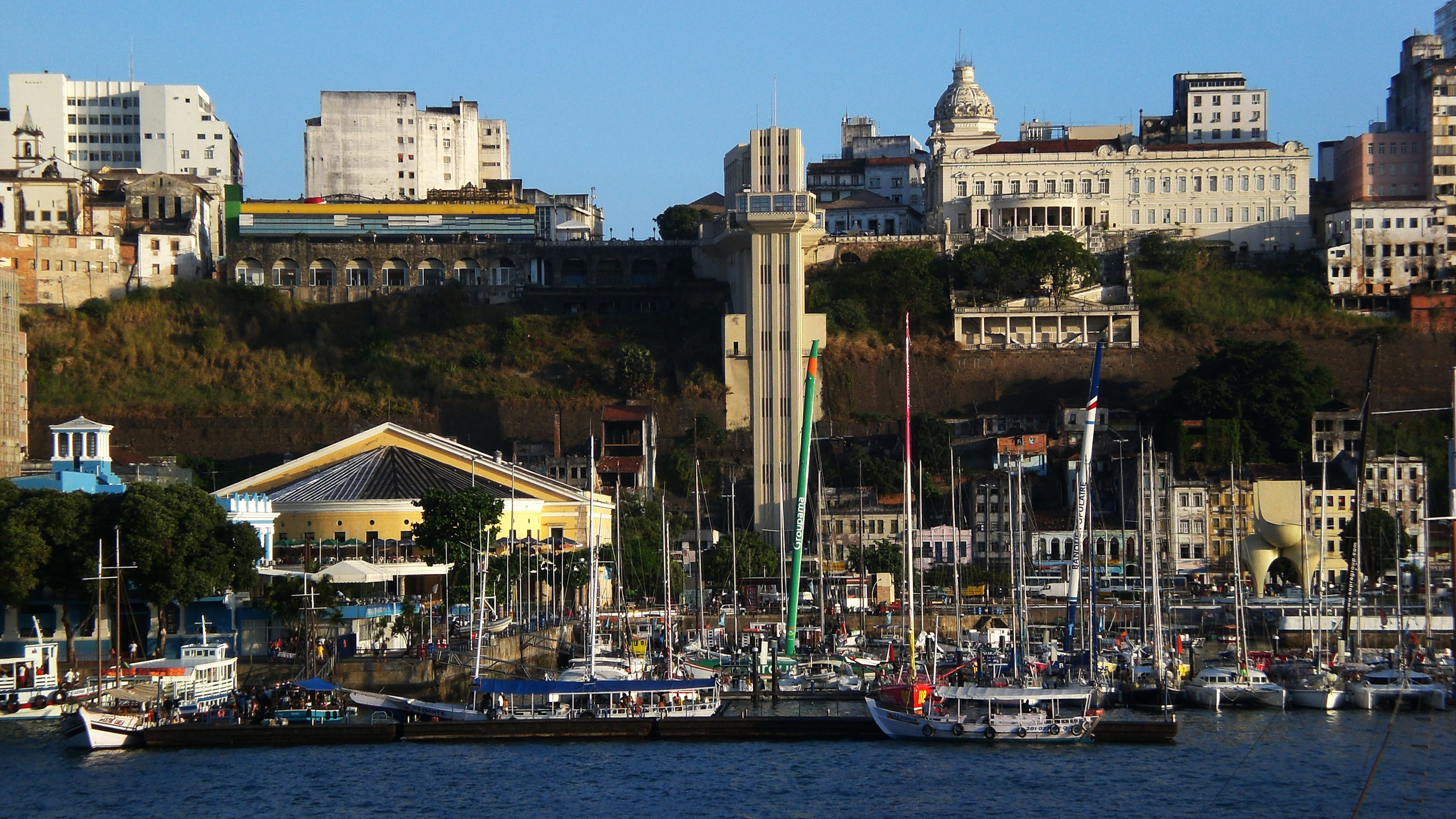
Vista de la Ciudad Baja desde la Bahía de Todos los Santos.

La Ciudad Baja (en portugués Cidade Baixa) es el área baja y costera de la ciudad de Salvador, capital del Estado de Bahía, Brasil. Es llana, relativamente estrecha, y está conectada a la Ciudad Alta a través del Elevador Lacerda. Las principales actividades económicas de la zona son las portuarias y las comerciales. Es mencionada por Ruth Landes en The City of Women: "she had made a good deal of money,for a Bahian, selling meat in her stall in the market of Santa Barbara in the Lower City".